# Laarbeek
Laarbeek – gmina w prowincji Brabancja Północna w Holandii. W 2014 roku liczyła sobie 21 815 mieszkańców. 
Powstała w 1997 roku z połączenie trzech gmin, które aktualnie są największymi miejscowościami wioski: Beek en Donk (9770 mieszk.), Aarle-Rixtel (5650 mieszk.) oraz Lieshout (4340 mieszk.). Stolicą gminy jest Beek en Donk. Prócz wcześniej wymienionych Mariahout należy do większych wiosek leżących w gminie (1910 mieszk.). Pozostałe to: Achterbosch, Beemdkant, Bemmer, Broek, Broekkant, Deense Hoek, Donkersvoort, Ginderdoor, Groenewoud, Heereind, Hei, Heikant, 't Hof, Hool, Karstraat, Laar, Strijp. 
Przez gminę przechodzą trzy drogi prowincjonalne: N272, N279 oraz N615.